# NSG1
NSG1 (англ. Neuronal vesicle trafficking associated 1) – білок, який кодується однойменним геном, розташованим у людей на 4-й хромосомі. Довжина поліпептидного ланцюга білка становить 185 амінокислот, а молекулярна маса — 20 913.
| 10         |  | 20         |  | 30         |  | 40         |  | 50         |
| ---------- |  | ---------- |  | ---------- |  | ---------- |  | ---------- |
| MVKLGNNFAE |  | KGTKQPLLED |  | GFDTIPLMTP |  | LDVNQLQFPP |  | PDKVVVKTKT |
| EYEPDRKKGK |  | ARPPQIAEFT |  | VSITEGVTER |  | FKVSVLVLFA |  | LAFLTCVVFL |
| VVYKVYKYDR |  | ACPDGFVLKN |  | TQCIPEGLES |  | YYAEQDSSAR |  | EKFYTVINHY |
| NLAKQSITRS |  | VSPWMSVLSE |  | EKLSEQETEA |  | AEKSA      |  |            |

A: Аланін

C: Цистеїн

D: Аспарагінова кислота

E: Глутамінова кислота

F: Фенілаланін

G: Гліцин

H: Гістидин

I: Ізолейцин

K: Лізин

L: Лейцин

M: Метіонін

N: Аспарагін

P: Пролін

Q: Глутамін

R: Аргінін

S: Серин

T: Треонін

V: Валін

W: Триптофан

Задіяний у такому біологічному процесі, як альтернативний сплайсинг. 
Локалізований у мембрані, апараті гольджі.